# Margitta Lüder-Preil
Margitta Lüder-Preil (* 1939 in Goseck) ist eine deutsche Schauspielerin.

## Leben
Margitta Lüder-Preil wuchs in Naumburg auf. Ab ihrem sechsten Lebensjahr hatte sie Ballett-Unterricht. Nach ihrem Schulabschluss begann sie ihre Karriere zunächst als Mannequin. Später absolvierte sie dann eine professionelle Schauspielausbildung an der Hochschule für Schauspielkunst „Ernst Busch“ in Berlin. Sie wirkte von 1971 bis 2017 als Schauspielerin vor der Kamera in mehr als 30 Film-und-Fernsehproduktionen mit.
In ihrer Laufbahn als Schauspielerin war sie auch an verschiedenen Theaterhäusern tätig. Von 1988 bis 1996 war sie am Hansa-Theater Berlin als festes Ensemblemitglied engagiert. Zudem hatte sie in der Spielzeit 1993/94 ein Engagement am Globe-Theater und in der Spielzeit 1994/95 eines an der Tribüne Berlin.
Sie war von 1968 bis 1988 mit dem Schauspieler und Komiker Hans-Joachim Preil verheiratet. Aus einer früheren Beziehung hat sie einen Sohn. In zweiter Ehe war sie von 1989 bis zu seinem Tod im Januar 2023 mit dem Mediziner Manfred Lüder verheiratet. Sie lebt seit 1997 in Berlin-Neukölln.

## Filmografie
- 1972: Polizeiruf 110: Verbrannte Spur (TV-Reihe)
- 1978: Brandstellen
- 1980: Don Juan – Karl-Liebknecht-Str. 78
- 1981: Doppelt gebacken
- 1982: Die Leute von Züderow (mit Partner Hans-Joachim Preil als sie selbst)
- 1983: Ferienheim Bergkristall: Silvester fällt aus
- 1984: Ferienheim Bergkristall: Mach mal’n bißchen Dampf (TV-Reihe)
- 1985: Ferienheim Bergkristall: Ein Fall für Alois (TV-Reihe)
- 1985: Polizeiruf 110: Verführung (TV-Reihe)
- 1986: Ferienheim Bergkristall: Das ist ja zum Kinderkriegen (TV-Reihe)
- 1987: Polizeiruf 110: Im Kreis (TV-Reihe)
- 1987: Ferienheim Bergkristall: So ein Theater (TV-Reihe)
- 1988: Polizeiruf 110: Der Kreuzworträtselfall (TV-Reihe)
- 1988–1990: Barfuß ins Bett (TV-Serie)
- 1989: Ferienheim Bergkristall: Alles neu macht der May
- 1990: Alter schützt vor Liebe nicht (Fernsehfilm)
- 1992: Alles Lüge
- 1994: Freundinnen
- 1995: Kanzlei Bürger (TV-Serie)
- 1996: Happy Weekend
- 1996–1998: Die Wache (TV-Serie, 2 Folgen)
- 1996: Mit einem Bein im Grab (TV-Serie)
- 1998: Am liebsten Marlene
- 2000: Vergiss Amerika
- 2002: Das beste Stück
- 2002: Die Affäre Semmeling
- 2004: Die Pfefferkörner (TV-Serie)
- 2005: Tatort: Freischwimmer (TV-Reihe)
- 2017: SOKO Wismar (TV-Serie)